# Guillaume Lejean

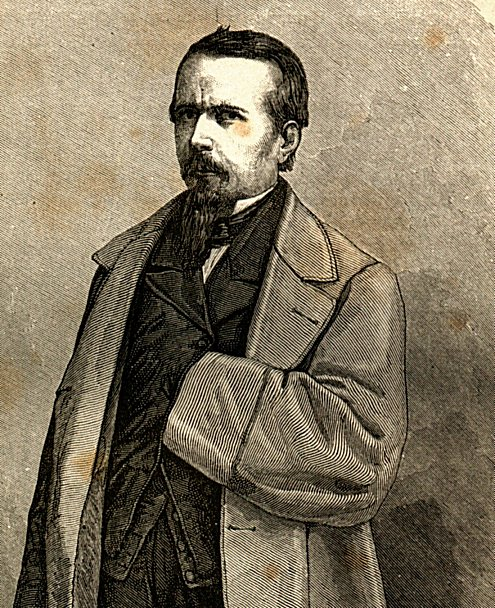
Guillaume Lejean.

Guillaume Marie Lejean, född den 1 februari 1824 i Plouégat-Guérand (departementet Finistère), död där den 2 februari 1871, var en fransk forskningsresande.
Lejean gjorde 1857–1858 på uppdrag av franska regeringen topografiska, historiska och etnografiska forskningar på Balkanhalvön och reste 1860–1861 i övre Nilländerna. År 1862 utnämndes han till fransk konsul i Abessinien, men föll inom kort i onåd hos abessinske kejsaren Teodor och förvisades ur landet. År 1865 anträdde han en resa genom Mindre Asien, Mesopotamien, Persien och Indusländerna till Kashmir, och 1867–1869 fortsatte han sina forskningar i Turkiet. Utom ett stort antal i geografiska tidskrifter intagna uppsatser med mera skrev Lejean Voyage aux deux Nils (1865–1868) och Voyage en Abyssinie (1873).